# Гомбак Юнайтед
«Гомбак Юнайтед» — сингапурский футбольный клуб, выступавший в местной S-Лиге.
До создания S-Лиги клуб носил название «Redhill Rangers FC». Вступив в лигу он играл в ней до 2002 года, но потом снялся с соревнований. испытывая финансовые трудности. В 2006 году «Гомбак Юнайтед» снова принял участие в турнире лиги, в 2013 году всё по тем же причинам клуб не выступает в чемпионате Сингапура.

## История выступлений
| Сезон | Дивизион | Место | Кубок |
| ----- | -------- | ----- | ----- |
| 1998  | S-Лига   | 10-е  |       |
| 1999  | S-Лига   | 5-е   |       |
| 2000  | S-Лига   | 5-е   |       |
| 2001  | S-Лига   | 10-е  |       |
| 2002  | S-Лига   | 12-е  |       |

2003—2005 — не участвовал в соревнованиях
| Сезон | Дивизион | Место | Кубок |
| ----- | -------- | ----- | ----- |
| 2006  | S-Лига   | 8-е   |       |
| 2007  | S-Лига   | 4-е   |       |
| 2008  | S-Лига   | 5-е   | 1/8   |
| 2009  | S-Лига   | 3-е   | 1/8   |
| 2010  | S-Лига   | 6-е   | 1/8   |
| 2011  | S-Лига   | 6-е   | 1/4   |
| 2012  | S-Лига   | 9-е   | 1/2   |
| 2013  | S-Лига   |       |       |